# Пътешествие до края на света
„Пътешествие до края на света“ (на английски: To the Ends of the Earth) е минисериална телевизионна адаптация в три части на трилогията на едноименните романи от Уилям Голдинг. Премиерата ѝ се състои в Обединеното кралство на BBC 2 през юли 2005 г., а в САЩ - в PBS като част от Masterpiece Theatre през октомври 2006 г.
С участието на Бенедикт Къмбърбач и Джаред Харис, сериалът е критикуван с „Ню Йорк Таймс“, наричайки го „интригуваща драма“ и „The Guardian“ за „най-добрата телевизионна драма на годината с морска миля“.
Прессъобщението на BBC цитира описанието на Къмбърбач за серията като „...рок-ролева драма от 1812 година за годината на младия мъж. Тя е пълна с мръсотия, открития, секс, наркотици, танци, любов, духовни пробуждания и огромни промени!“

## Български дублаж
| Озвучаващи артисти  | Ася Братанова Даниела Сладунова Васил Бинев Николай Николов Стефан Сърчаджиев-Съра Светозар Кокаланов |
| Преводач            | Миряна Мезеклиева                                                                                     |
| Тонрежисьор         | Стефан Дучев                                                                                          |
| Режисьор на дублажа | Димитър Кръстев                                                                                       |